# Ossimo
Ossimo är en kommun i provinsen Brescia i regionen Lombardiet i Italien. Kommunen hade 1 444 invånare (2018).